# RRFC Montegnée
El RRFC Montegnée fue un equipo de fútbol belga de la municipalidad de Saint-Nicolas en la provincia de Lieja. Estaba afiliado a la Real Asociación Belga con la matrícula nº 77 y sus colores eran el rojo y azul. Participó una temporada en la Primera División de Bélgica, la máxima categoría de fútbol en el país.

## Historia
Fue fundado el 27 de abril de 1915 en la ciudad de Montegnée de la comuna de Saint-Nicolas en la provincia de Lieja a raíz de la fusión de los equipos Gooslin FC, Montegnée FC y EFC Montegnée y fue inscrito ante la Real Federación Belga de Fútbol con la matrícula nº77.
En 1923 juega por primera vez a nivel nacional, aunque retornó a las ligas regionales dos años después. En la temporada de 1929/30 logra el ascenso a la Primera División de Bélgica por primera vez en su historia, pero fue debut y despedida ya que descendió ese mismo año al quedar en 13.er lugar entre 14 equipos, temporada que al final fue la única del club en la máxima categoría.
Posterior a eso, el club pasó principalmente entre la Tercera División de Bélgica y las ligas regionales hasta que en junio del 2014 el club es liquidado por problemas financieros y desapareció luego de fusionarse con el Royal Ans FC para crear al Racing Ans-Montegnée FC para jugar en la cuarta categoría en la temporada 2014/15.

## Palmarés
- Segunda División de Bélgica: 1

1929/30
- Tercera División de Bélgica: 2

1928/29, 1933/34
- Promoción: 1

1953/54

## Temporada a temporada
| 1923/24 |    | 10 |     |     |     |      |       |      | Segunda A                              | 26                                     |                                        |                                        |                                        |                                        |
| 1924/25 |    | 13 |     |     |     |      |       |      | Segunda A                              | 18                                     |                                        |                                        |                                        |                                        |
|         | I  | II | III | P.I |     |      |       |      | desde 1926/27 hay 3 niveles nacionales | desde 1926/27 hay 3 niveles nacionales | desde 1926/27 hay 3 niveles nacionales | desde 1926/27 hay 3 niveles nacionales | desde 1926/27 hay 3 niveles nacionales | desde 1926/27 hay 3 niveles nacionales |
| 1926/27 |    |    | 4   |     |     |      |       |      | Tercera C                              | 33                                     |                                        |                                        |                                        |                                        |
| 1927/28 |    |    | 3   |     |     |      |       |      | Tercera C                              | 31                                     |                                        |                                        |                                        |                                        |
| 1928/29 |    |    | 1   |     |     |      |       |      | Tercera C                              | 39                                     |                                        |                                        |                                        |                                        |
| 1929/30 |    | 1  |     |     |     |      |       |      | Segunda                                | 37                                     |                                        |                                        |                                        |                                        |
| 1930/31 | 13 |    |     |     |     |      |       |      | Primera                                | 19                                     |                                        |                                        |                                        |                                        |
| 1931/32 |    | 12 |     |     |     |      |       |      | Segunda B                              | 20                                     |                                        |                                        |                                        |                                        |
| 1932/33 |    | 13 |     |     |     |      |       |      | Segunda B                              | 23                                     |                                        |                                        |                                        |                                        |
| 1933/34 |    |    | 1   |     |     |      |       |      | Tercera C                              | 38                                     |                                        |                                        |                                        |                                        |
| 1934/35 |    | 6  |     |     |     |      |       |      | Segunda A                              | 27                                     |                                        |                                        |                                        |                                        |
| 1935/36 |    | 3  |     |     |     |      |       |      | Segunda B                              | 32                                     |                                        |                                        |                                        |                                        |
| 1936/37 |    | 4  |     |     |     |      |       |      | Segunda A                              | 29                                     |                                        |                                        |                                        |                                        |
| 1937/38 |    | 13 |     |     |     |      |       |      | Segunda A                              | 15                                     |                                        |                                        |                                        |                                        |
| 1938/39 |    |    | 8   |     |     |      |       |      | Tercera A                              | 28                                     |                                        |                                        |                                        |                                        |
| 1941/42 |    |    | 11  |     |     |      |       |      | Tercera D                              | 22                                     |                                        |                                        |                                        |                                        |
| 1942/43 |    |    | 10  |     |     |      |       |      | Tercera A                              | 26                                     |                                        |                                        |                                        |                                        |
| 1943/44 |    |    | 5   |     |     |      |       |      | Tercera D                              | 32                                     |                                        |                                        |                                        |                                        |
| 1945/46 |    |    | 6   |     |     |      |       |      | Tercera D                              | 44                                     |                                        |                                        |                                        |                                        |
| 1946/47 |    |    | 4   |     |     |      |       |      | Tercera C                              | 39                                     |                                        |                                        |                                        |                                        |
| 1947/48 |    |    | 3   |     |     |      |       |      | Tercera D                              | 41                                     |                                        |                                        |                                        |                                        |
| 1948/49 |    |    | 5   |     |     |      |       |      | Tercera D                              | 33                                     |                                        |                                        |                                        |                                        |
| 1949/50 |    |    | 8   |     |     |      |       |      | Tercera C                              | 33                                     |                                        |                                        |                                        |                                        |
| 1950/51 |    |    | 8   |     |     |      |       |      | Tercera C                              | 30                                     |                                        |                                        |                                        |                                        |
| 1951/52 |    |    | 7   |     |     |      |       |      | Tercera C                              | 32                                     |                                        |                                        |                                        |                                        |
|         | I  | II | III | IV  |     |      |       |      | desde 1952/53 hay 4 niveles nacionales | desde 1952/53 hay 4 niveles nacionales | desde 1952/53 hay 4 niveles nacionales | desde 1952/53 hay 4 niveles nacionales | desde 1952/53 hay 4 niveles nacionales | desde 1952/53 hay 4 niveles nacionales |
| 1952/53 |    |    |     | 2   |     |      |       |      | Cuarta C                               | 43                                     |                                        |                                        |                                        |                                        |
| 1953/54 |    |    |     | 1   |     |      |       |      | Cuarta A                               | 52                                     |                                        |                                        |                                        |                                        |
| 1954/55 |    |    | 14  |     |     |      |       |      | Tercera A                              | 22                                     |                                        |                                        |                                        |                                        |
| 1955/56 |    |    | 12  |     |     |      |       |      | Tercera B                              | 27                                     |                                        |                                        |                                        |                                        |
| 1956/57 |    |    | 11  |     |     |      |       |      | Tercera A                              | 26                                     |                                        |                                        |                                        |                                        |
| 1957/58 |    |    | 10  |     |     |      |       |      | Tercera B                              | 29                                     |                                        |                                        |                                        |                                        |
| 1958/59 |    |    | 10  |     |     |      |       |      | Tercera A                              | 29                                     |                                        |                                        |                                        |                                        |
| 1959/60 |    |    | 2   |     |     |      |       |      | Tercera B                              | 41                                     |                                        |                                        |                                        |                                        |
| 1960/61 |    |    | 12  |     |     |      |       |      | Tercera B                              | 27                                     |                                        |                                        |                                        |                                        |
| 1961/62 |    |    | 4   |     |     |      |       |      | Tercera B                              | 35                                     |                                        |                                        |                                        |                                        |
| 1962/63 |    |    | 4   |     |     |      |       |      | Tercera B                              | 37                                     |                                        |                                        |                                        |                                        |
| 1963/64 |    |    | 3   |     |     |      |       |      | Tercera A                              | 40                                     |                                        |                                        |                                        |                                        |
| 1964/65 |    |    | 7   |     |     |      |       |      | Tercera B                              | 33                                     |                                        |                                        |                                        |                                        |
| 1965/66 |    |    | 14  |     |     |      |       |      | Tercera A                              | 24                                     |                                        |                                        |                                        |                                        |
| 1966/67 |    |    | 9   |     |     |      |       |      | Tercera B                              | 29                                     |                                        |                                        |                                        |                                        |
| 1967/68 |    |    | 14  |     |     |      |       |      | Tercera A                              | 21                                     |                                        |                                        |                                        |                                        |
| 1968/69 |    |    | 13  |     |     |      |       |      | Tercera A                              | 24                                     |                                        |                                        |                                        |                                        |
| 1969/70 |    |    | 15  |     |     |      |       |      | Tercera B                              | 25                                     |                                        |                                        |                                        |                                        |
| 1970/71 |    |    |     | 3   |     |      |       |      | Cuarta A                               | 41                                     |                                        |                                        |                                        |                                        |
| 1971/72 |    |    |     | 12  |     |      |       |      | Cuarta B                               | 28                                     |                                        |                                        |                                        |                                        |
| 1972/73 |    |    |     | 5   |     |      |       |      | Cuarta A                               | 33                                     |                                        |                                        |                                        |                                        |
| 1973/74 |    |    |     | 6   |     |      |       |      | Cuarta B                               | 32                                     |                                        |                                        |                                        |                                        |
| 1974/75 |    |    |     | 12  |     |      |       |      | Cuarta C                               | 26                                     |                                        |                                        |                                        |                                        |
| 1975/76 |    |    |     | 12  |     |      |       |      | Cuarta D                               | 27                                     |                                        |                                        |                                        |                                        |
| 1976/77 |    |    |     | 7   |     |      |       |      | Cuarta D                               | 32                                     |                                        |                                        |                                        |                                        |
| 1977/78 |    |    |     | 15  |     |      |       |      | Cuarta A                               | 18                                     |                                        |                                        |                                        |                                        |
| 1978-98 |    |    |     |     |     |      |       |      | Provincial                             |                                        |                                        |                                        |                                        |                                        |
| 1998/99 |    |    |     | 7   |     |      |       |      | Cuarta C                               | 47                                     |                                        |                                        |                                        |                                        |
| 1999/00 |    |    |     | 11  |     |      |       |      | Cuarta C                               | 40                                     |                                        |                                        |                                        |                                        |
| 2000/01 |    |    |     | 9   |     |      |       |      | Cuarta D                               | 38                                     |                                        |                                        |                                        |                                        |
| 2001/02 |    |    |     | 7   |     |      |       |      | Cuarta D                               | 50                                     |                                        |                                        |                                        |                                        |
| 2002/03 |    |    |     | 3   |     |      |       |      | Cuarta D                               | 54                                     |                                        |                                        |                                        |                                        |
| 2003/04 |    |    |     | 5   |     |      |       |      | Cuarta D                               | 51                                     |                                        |                                        |                                        |                                        |
| 2004/05 |    |    |     | 2   |     |      |       |      | Cuarta D                               | 66                                     |                                        |                                        |                                        |                                        |
| 2005/06 |    |    | 16  |     |     |      |       |      | Tercera B                              | 28                                     |                                        |                                        |                                        |                                        |
| 2006/07 |    |    |     | 16  |     |      |       |      | Cuarta D                               | 18                                     |                                        |                                        |                                        |                                        |
| 2010/11 |    |    |     | 15  |     |      |       |      | Cuarta D                               | 28                                     |                                        |                                        |                                        |                                        |
|         | I  | II | III | IV  | P.I | P.II | P.III | P.IV |                                        |                                        |                                        |                                        |                                        |                                        |
| 2011/12 |    |    |     | 16  |     |      |       |      | Primera prov. Lieja                    | 14                                     |                                        |                                        |                                        |                                        |
| 2012/13 |    |    |     |     |     | 6    |       |      | Segunda prov. Lieja                    | 44                                     |                                        |                                        |                                        |                                        |
| 2013/14 |    |    |     |     |     | 8    |       |      | Segunda prov. Lieja                    | 43                                     |                                        |                                        |                                        |                                        |